# Nederlandse kampioenschappen atletiek 1969
In 1969 werden de Nederlandse kampioenschappen atletiek gehouden op 2 en 3 augustus in het Sportcentrum in Groningen. De organisatie lag in handen van het district Groningen-Drente van de KNAU. De weersomstandigheden waren uitstekend.
De Nederlandse atletiekkampioenschappen op de 3000 m steeple en de 200 m horden voor mannen werden op 16 augustus gehouden in het Diekman Stadion in Enschede, als omlijsting van de op die dag plaatsvindende Marathon van Enschede.

## Uitslagen

### 100 m
| wind: +0,5 m/s | wind: +0,5 m/s | wind: +0,5 m/s |
| rang           | atleet         | prestatie      |
| -------------- | -------------- | -------------- |
| Goud           | Ad de Jong     | 10,6 s         |
| Zilver         | Ad van Boekel  | 10,8 s         |
| Brons          | Sjouke Tel     | 10,9 s         |

| wind: +0,3 m/s | wind: +0,3 m/s     | wind: +0,3 m/s |
| rang           | atlete             | prestatie      |
| -------------- | ------------------ | -------------- |
| Goud           | Wilma van den Berg | 11,7 s         |
| Zilver         | Corrie Bakker      | 12,0 s         |
| Brons          | Mieke Sterk        | 12,0 s         |

### 200 m
| wind: +1,1 m/s | wind: +1,1 m/s | wind: +1,1 m/s |
| rang           | atleet         | prestatie      |
| -------------- | -------------- | -------------- |
| Goud           | Ad van Boekel  | 21,8 s         |
| Zilver         | Sjouke Tel     | 21,8 s         |
| Brons          | Teun de Boer   | 21,9 s         |

| wind: +0,5 m/s | wind: +0,5 m/s     | wind: +0,5 m/s |
| rang           | atlete             | prestatie      |
| -------------- | ------------------ | -------------- |
| Goud           | Wilma van den Berg | 23,8 s         |
| Zilver         | Josje Rademaker    | 24,7 s         |
| Brons          | Mieke Sterk        | 24,7 s         |

### 400 m
| rang   | atleet              | prestatie |
| ------ | ------------------- | --------- |
| Goud   | Fred van Herpen     | 47,8 s    |
| Zilver | Rijn van den Heuvel | 48,2 s    |
| Brons  | Rudo Lievense       | 48,4 s    |

| rang   | atlete       | prestatie |
| ------ | ------------ | --------- |
| Goud   | Stans Brehm  | 55,6 s    |
| Zilver | Ina Scholte  | 56,3 s    |
| Brons  | Toos Peeters | 57,1 s    |

### 800 m
| rang   | atleet          | prestatie |
| ------ | --------------- | --------- |
| Goud   | Sjef Hensgens   | 1.51,3    |
| Zilver | Bob Boverman    | 1.51,4    |
| Brons  | Theo Middelkoop | 1.51,5    |

| rang   | atlete            | prestatie |
| ------ | ----------------- | --------- |
| Goud   | Mia Gommers       | 2.06,4    |
| Zilver | Ilja Keizer-Laman | 2.06,9    |
| Brons  | Anneke de Lange   | 2.08,7    |

### 1500 m
| rang   | atleet        | prestatie |
| ------ | ------------- | --------- |
| Goud   | Cees van Loon | 3.51,0    |
| Zilver | Roelof Veld   | 3.53,9    |
| Brons  | Henk Tiebosch | 3.56,2    |

| rang   | atlete            | prestatie |
| ------ | ----------------- | --------- |
| Goud   | Mia Gommers       | 4.18,9    |
| Zilver | Ilja Keizer-Laman | 4.23,8    |
| Brons  | Anneloes Bosman   | 4.26,0    |

### 5000 m
| rang   | atleet            | prestatie |
| ------ | ----------------- | --------- |
| Goud   | Egbert Nijstad    | 14.23,2   |
| Zilver | Piet Beelen       | 14.26,8   |
| Brons  | Hans van Engeland | 14.48,6   |

### 10.000 m
| rang   | atleet            | prestatie |
| ------ | ----------------- | --------- |
| Goud   | Egbert Nijstad    | 31.56,6   |
| Zilver | Hans van Kasteren | 32.34,2   |
| Brons  | Wim van Gerven    | 32.47,2   |

### 110 m horden/100 m horden
| wind: ? | wind: ?            | wind: ?   |
| rang    | atleet             | prestatie |
| ------- | ------------------ | --------- |
| Goud    | Hans van Enkhuizen | 14,6 s    |
| Zilver  | Peter Dellensen    | 15,1 s    |
| Brons   | Hans Smeman        | 15,3 s    |

| wind: 0,0 m/s | wind: 0,0 m/s           | wind: 0,0 m/s |
| rang          | atlete                  | prestatie     |
| ------------- | ----------------------- | ------------- |
| Goud          | Mieke Sterk             | 13,8 s        |
| Zilver        | Miep van Beek           | 14,3 s        |
| Brons         | Marjan Ackermans-Thomas | 14,7 s        |

### 200 m horden*
| rang   | atleet       | prestatie |
| ------ | ------------ | --------- |
| Goud   | Ernst Brus   | 25,3 s    |
| Zilver | Wim de Leeuw | 25,7 s    |
| Brons  | Leo Boxem    | 26,3 s    |

### 400 m horden
| rang   | atleet          | prestatie |
| ------ | --------------- | --------- |
| Goud   | Wim Braaksma    | 54,1 s    |
| Zilver | Harry Dost      | 54,7 s    |
| Brons  | Cokkie Versluis | 56,2 s    |

### 3000 m steeple*
| rang   | atleet            | prestatie |
| ------ | ----------------- | --------- |
| Goud   | Wil Willems       | 9.03,2    |
| Zilver | Egbert Nijstad    | 9.11,2    |
| Brons  | Hans van Kasteren | 9.28,2    |

### Verspringen
| rang   | atleet         | prestatie |
| ------ | -------------- | --------- |
| Goud   | Huub Pappers   | 7,29 m    |
| Zilver | Ben Lesterhuis | 7,08 m    |
| Brons  | Ben Saris      | 7,03 m    |

| rang   | atlete              | prestatie |
| ------ | ------------------- | --------- |
| Goud   | Corrie Bakker       | 6,09 m    |
| Zilver | Miep van Beek       | 5,96 m    |
| Brons  | Marietje Valkenberg | 5,89 m    |

### Hink-stap-springen
| rang   | atleet        | prestatie |
| ------ | ------------- | --------- |
| Goud   | Kees de Kort  | 14,87 m   |
| Zilver | Joop Kant     | 14,62 m   |
| Brons  | Rien Mellaard | 14,59 m   |

### Hoogspringen
| rang   | atleet           | prestatie |
| ------ | ---------------- | --------- |
| Goud   | Ben Lesterhuis   | 2,03 m    |
| Zilver | Ed de Noorlander | 1,95 m    |
| Brons  | Peter Geelen     | 1,95 m    |

| rang   | atlete                  | prestatie |
| ------ | ----------------------- | --------- |
| Goud   | Marjan Ackermans-Thomas | 1,66 m    |
| Zilver | Miep van Beek           | 1,66 m    |
| Brons  | Mary van de Raadt       | 1,63 m    |

### Polsstokhoogspringen
| rang   | atleet         | prestatie |
| ------ | -------------- | --------- |
| Goud   | Cees de Winter | 4,40 m    |
| Zilver | Hans Meyer     | 4,20 m    |
| Brons  | Bert Krijnen   | 4,10 m    |

### Kogelstoten
| rang   | atleet            | prestatie |
| ------ | ----------------- | --------- |
| Goud   | Piet van der Kruk | 15,79 m   |
| Zilver | Cees van Wees     | 14,81 m   |
| Brons  | Herman Marinus    | 14,11 m   |

| rang   | atlete               | prestatie |
| ------ | -------------------- | --------- |
| Goud   | Els van Noorduyn     | 16,22 m   |
| Zilver | Mieke van Rangelrooy | 14,43 m   |
| Brons  | Hennie Oorthuis      | 13,14 m   |

### Discuswerpen
| rang   | atleet        | prestatie |
| ------ | ------------- | --------- |
| Goud   | Harry Zitzen  | 50,92 m   |
| Zilver | Eef Kamerbeek | 44,86 m   |
| Brons  | Martin Zijl   | 44,74 m   |

| rang   | atlete                             | prestatie |
| ------ | ---------------------------------- | --------- |
| Goud   | Anneke de Bruin                    | 50,36 m   |
| Zilver | Jet van Wageningen- van de Giessen | 45,76 m   |
| Brons  | Marga Kortekaas                    | 40,96 m   |

### Speerwerpen
| rang   | atleet         | prestatie |
| ------ | -------------- | --------- |
| Goud   | Piet Olofsen   | 66,86 m   |
| Zilver | Jan van Heek   | 64,02 m   |
| Brons  | Paul Verschoor | 59,50 m   |

| rang   | atlete      | prestatie |
| ------ | ----------- | --------- |
| Goud   | Lida Kuys   | 41,18 m   |
| Zilver | Carla Luyer | 41,04 m   |
| Brons  | Wil Hulshof | 39,18 m   |

### Kogelslingeren
| rang   | atleet             | prestatie |
| ------ | ------------------ | --------- |
| Goud   | Hans Houtzager jr. | 45,90 m   |
| Zilver | Sjef Swinkels      | 44,86 m   |
| Brons  | Hans Goossens      | 44,68 m   |

* Dit onderdeel vond plaats op 16 augustus in Enschede
1904 · 
1908 · 
1909 · 
1910 · 
1911 · 
1912 · 
1913 · 
1914 · 
1915 · 
1917 · 
1918 · 
1919 · 
1920 · 
1921 · 
1922 · 
1923 · 
1924 · 
1925 · 
1926 · 
1927 · 
1928 · 
1929 · 
1930 · 
1931 · 
1932 · 
1933 · 
1934 · 
1935 · 
1936 · 
1937 · 
1938 · 
1939 · 
1940 · 
1941 · 
1942 · 
1943 · 
1944 · 
1946 · 
1947 · 
1948 · 
1949 · 
1950 · 
1951 · 
1952 · 
1953 · 
1954 · 
1955 · 
1956 · 
1957 · 
1958 · 
1959 · 
1960 · 
1961 · 
1962 · 
1963 · 
1964 · 
1965 · 
1966 · 
1967 · 
1968 · 
1969 · 
1970 · 
1971 · 
1972 · 
1973 · 
1974 · 
1975 · 
1976 · 
1977 · 
1978 · 
1979 · 
1980 · 
1981 · 
1982 · 
1983 · 
1984 · 
1985 · 
1986 · 
1987 · 
1988 · 
1989 · 
1990 · 
1991 · 
1992 · 
1993 · 
1994 · 
1995 · 
1996 · 
1997 · 
1998 · 
1999 · 
2000 · 
2001 · 
2002 · 
2003 · 
2004 · 
2005 · 
2006 · 
2007 · 
2008 · 
2009 · 
2010 · 
2011 · 
2012 · 
2013 · 
2014 · 
2015 · 
2016 ·
2017 ·
2018 ·
2019 ·
2020 ·
2021 ·
2022 ·
2023 ·
2024 ·
2025